# 中子发现史

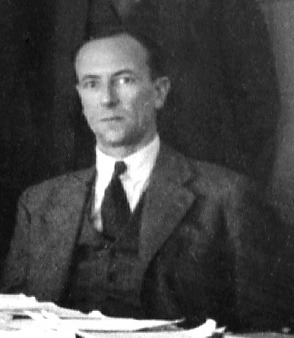
1933年索尔维会议中的詹姆斯·查德威克。他于前一年在卡文迪许实验室发现了中子。

中子及其性质的发现是原子物理学在20世纪上半叶的一项核心进展。欧内斯特·卢瑟福在20世纪初基于金箔实验的结果提出了较为粗略的卢瑟福模型。:188在这个模型中，原子的质量与正电荷集中在非常小的原子核中。到了1920年，科学家发现了化学同位素，确定了原子量大约是氢原子质量的整数倍，并将原子序数认定为原子核具有的电荷量。:§1.1.2科学界在1920年代普遍认为原子核是由当时已知的两种基本粒子质子和电子混合构成的。不过这种模型与其他理论及实验结果存在抵触之处。:298
詹姆斯·查德威克在1932年发现了中子，而后又验证了中子是种有別於質子的新基本粒子。原子核的基本性质随着中子的发现得以确定。:55
不带电的中子迅速成为了探测原子核结构的工具并使科学家取得了一系列发现。这其中包括1934年通过中子照射合成的新的放射性元素以及1938年发现的由中子引起的铀裂变。核裂变使得核动力与核武器在二战末期得以产生。原本被视为基本粒子的质子和中子也在1960年代被科学家发现是由夸克构成的复合粒子。

## 放射性与原子核的发现

原子核負β衰變示意图。原子核放射出一颗快电子（图中没有显示同时产生的反中微子）。在卢瑟福的原子核模型中，红色的球是质子，蓝色的球是紧缚着电子对外不显电性的中子。
旁边的小图展示了现在对于单颗自由中子β衰变的理解：在中子（n）衰变為質子（p）的过程中，产生了一个电子（e^{−}）和一个反中微子（ν̅_{e}）。

亨利·贝克勒尔于1896年发现了铀盐的放射性现象。1898年，玛丽·居里做實驗發現，放射性是某些特定种类原子的性质，例如釷、釙與鐳。同年，欧内斯特·卢瑟福分析了物质对铀射线的吸收过程，将其中穿透性较弱的射线命名为α射线，穿透性较强的则命名为β射线。穿透性更强的γ射线则在两年后被保罗·维拉尔发现。三种射线的构成则在其后的十余年里得到确定：β射线由沃尔特·考夫曼在1902年确认是电子，α射线于1908年由卢瑟福和湯瑪斯·若義梓确定为带正电的氦离子，而γ射线则是於1914年由卢瑟福和愛德華·安德瑞德确定为电磁辐射。:8-9, 60-62, 87由於這些輻射也被證實為源自於原子，它們可以提供了解原子內部狀況的線索，他們還被認為是在散射實驗裡探測原子內部的工具。:112-115
卢瑟福在1906年首先觀測到α粒子在物质中的散射，而后与汉斯·盖革一起合作研究这个课题。盖革与他的助手欧内斯特·马斯登在1908年至1909年间用α粒子轰击金箔、铝箔等各種金屬箔。他们发现有极少量的α粒子会发生大角度散射。具体的散射情况与金属箔片的种类有关。基于实验结果，卢瑟福在1911年提出原子存在集中其所有正电荷的中心，即原子核。正是这个微小的正电荷中心使得α粒子发生了上述偏折。:188-193

## 同位素的发现
在卢瑟福与盖革和马斯登研究的同时，格拉斯哥大学的放射化学家弗雷德里克·索迪正在研究放射性物質在化學方面的論題。他曾与卢瑟福合作研究过钍的放射性衰变。到1910年為止，學者发现在铅和铀之间約存在40种放射性元素，不过在元素周期表中，這两个元素间只有11种元素。1913年，索迪與卡西米爾·法揚斯分別獨立發現放射性位移定律，並且确认，在這40种放射性元素中，部分元素的化学性质相同。索迪将化学性质相同的元素称作“同位素”。:3-5索迪因为对放射性的研究并发现同位素获得1921年的诺贝尔化学奖。

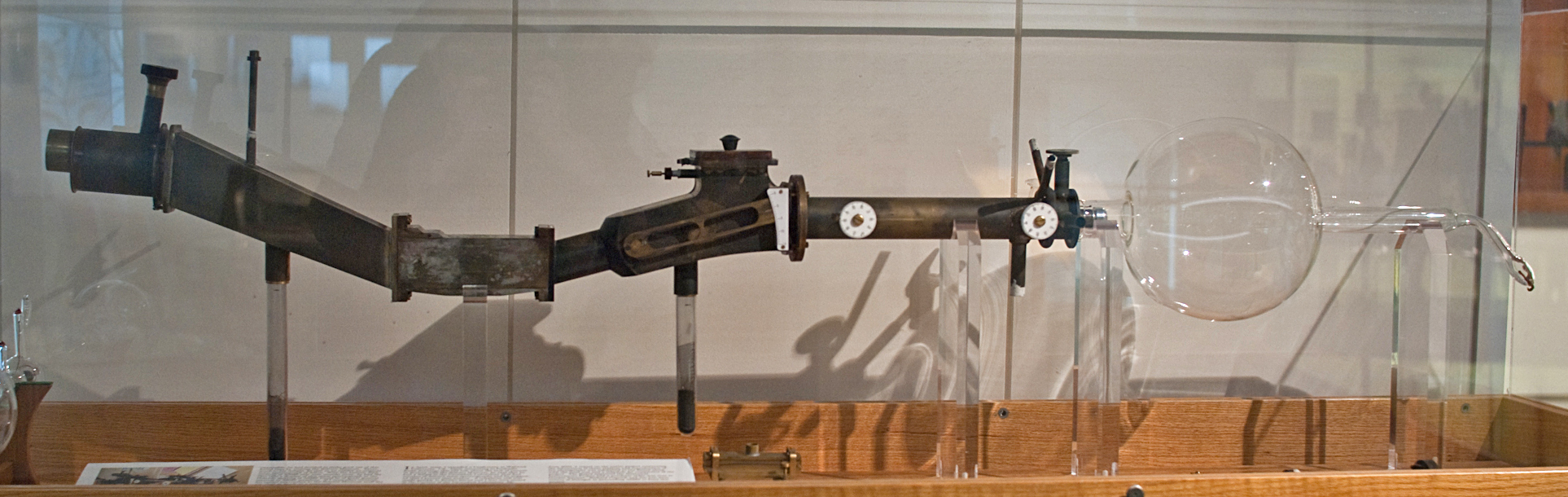
阿斯顿的第三架质谱仪的复制品

基于约瑟夫·汤姆孙对带正电粒子被电磁场偏轉的研究，弗朗西斯·阿斯顿1919年在卡文迪许实验室制造了第一架质谱仪。阿斯顿成功地用质谱仪分离出氖的两种同位素，20
Ne
與22
Ne
，更重要的是，他发现所有同位素的质量都是氢原子质量的整数倍（即整数法则）。在阿斯顿的測量實驗裡，他随意地选取了氧-16的质量作为基准质量（设为16）來计算了原子的相对质量。整数法则的唯一例外是氢原子，其相对质量为1.008。偏差尽管并不大，但是还是大于实验的不确定度。阿斯顿等人迅速意识到这个偏差来自原子间的结合能，也就是说，由多個氫原子結合而成的原子，其質量必定小於這些氫原子的質量總和。阿斯顿因为发现大量非放射性元素的同位素以及对整数法则的阐述获得1922年的诺贝尔化学奖。
基于阿斯顿发现的核结合能，亚瑟·爱丁顿推测恒星是通过氢（质子）聚变为氦以及更重的元素的过程获得能量。

## 原子序数与莫塞莱定律
1913年春天，根據卢瑟福散射理論對於因粒子撞擊重金屬而產生的偏轉所給出的詮釋，卢瑟福估算，原子核帶电量Z大約為以氫原子質量為单位计算出來的原子量A的一半。:82:4然而這只是個近似，並沒有揭示出整個物理圖案。在那時期，科学家并不知道，在元素周期表裡，元素次序的物理意义，但是它們知道，假若按照原子量A排列，則會展示出元素的化學性質的周期性，特別是化學價的周期性，可是有些元素會違反這周期性，例如钴和镍。:180同年，安东尼厄斯·范登布鲁克推测，元素在周期表中的次序號碼Z，即原子序數，是原子核帶電量C，而不是原子量A的一半。:228
1913年，亨利·莫塞莱在曼彻斯特大学与来访的玻尔會談，他們主要研讨的是關於K-α线的論題：到底K-α线頻率是與原子序數有關還是與原子量有關。:346莫塞莱想要知道钴和镍是否應該按照原子量的順序。玻爾表示，毫無疑問地應該按照原子序數的順序。莫塞莱回應，讓我們做實驗瞧結果為何。莫塞莱在1913年至1914年间對於原子序數Z在原子理論裡的角色給出重大貢獻，他利用X射线衍射技术來測量從物質發射出的K-α线，並且給出K-α线的頻率与原子序數Z之間的關係方程。使用這關係關係方程，他可以對於每一個已知元素確切地給出它的原子序數Z，因此解決钴和镍在週期表的排列方面的困惑，並且證實范登布鲁克的推測正確無誤。:5:181
對於各種可被實驗檢試的元素，莫塞莱使用玻爾模型計算出來的X射线頻率與實驗結果相符合，:87他還利用玻尔模型對於他的关系方程做解释，這些都證實了玻爾模型的正確性。:56这个方程现在叫作“莫塞莱定律”。莫塞莱的结果不仅使原子序数成为可以通过实验测定的物理量，还为它赋以“原子核的正电荷量”的物理意义。周期表中的元素至此不必再用原子量，而可以利用原子序数排序。:127这个结果将元素周期表的排布、原子的玻尔模型以及原子核α散射的卢瑟福模型等理论结果联系在了一起。玻尔等人认为，这个结果使得人們有更具體的基礎來研究原子結構。:182
原子物理的进一步研究随着一战爆发而中断。莫塞莱1915年在加里波利战役中战死，:182卢瑟福的学生詹姆斯·查德威克则在战争期间遭到德国的拘禁。莉泽·迈特纳与奥托·哈恩的研究工作也在战争期间中止。一战期间，迈特纳在奥地利前线担任放射医师与医疗X光技师，哈恩则转为开发化学武器。:61-62, 68

## 质子-电子模型与中子假说

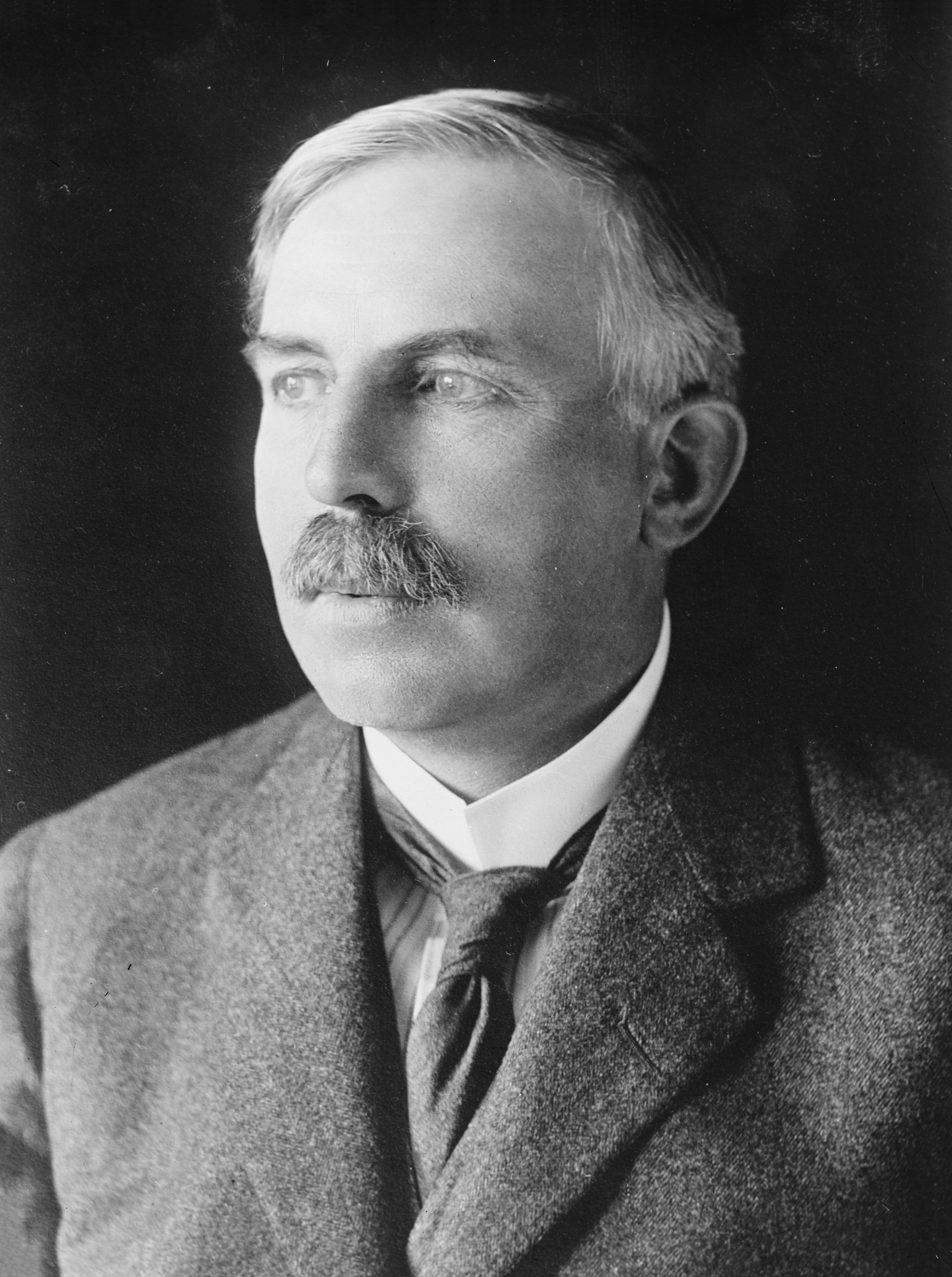
欧内斯特·卢瑟福

卢瑟福在1920年获授皇家学会贝克奖。他在题为《原子的核构造》（英語：Nuclear Constitution of Atoms）的获奖演讲中汇总了那時期他對於原子核的最新研究成果。:23:5科学界在1920年普遍认为原子核内存在电子。原子核则被假定为由数量为原子量的氢核构成。由于氢核带有一单位的正电荷，为了让原子核的总电荷量与原子序数相等，就需要一些带有一单位负电荷的“核中电子”来中和。质子质量比电子质量大1800多倍，所以电子的质量在计算中可以忽略。:230-231这个模型符合對於輕質量原子核的α粒子散射实验所獲得的结果以及许多同位素质量的测定结果。质子-电子模型还可以用于解释其他问题。卢瑟福表示：“我们有足够的理由相信原子核包含电子和带正电粒子。”:376-377科学家在当时已经知道β射线是原子核放射出的电子。:21:5-6
卢瑟福还在该演讲中预言了一些新粒子。α粒子非常稳定，因而当时科学家假定其在原子核中仍会保持为一个整体。科学家当时推测α粒子是由4个质子和2个紧缚电子构成，带有2单位正电荷，原子量为4。卢瑟福在其发表于1919年的一篇论文中报告了带有2单位正电荷原子量为3的新粒子，以X++表记。卢瑟福认为这种新粒子由3个质子和1个紧缚电子构成。X++粒子后来被证实只是普通的α粒子。:25不过，卢瑟福仍然在那篇演讲中预测了质量为1的中性粒子与质量为2且带1单位正电荷的氘核的存在。:396氘核由哈罗德·尤里、福定南德·布里克魏德與喬治·墨菲于1931年发现。假想存在的中性粒子与质子质量差异甚小，因而卢瑟福认为利用当时的技术很难探测出这种不带电的粒子。:396
卢瑟福與威廉·哈金斯于1921年分別獨立地将那种不带电的粒子命名为“中子”（neutron）:6。氢核也在同一时期得到了“质子”（proton）这个新名称。“Neutron”是由拉丁语词根“neutral”（“中性的”）及仿照“electron”和“proton”添加的希腊语词尾“-on”构成。不过“neutron”这个词在1899年发表的与原子相关的文献即出现过:398。
卢瑟福和查德威克迅速在剑桥大学的卡文迪许实验室开始了寻找中子的实验。:27:398但二人在整个1920年代都没有找到中子的踪迹。
卢瑟福的假设也没有得到科学界的普遍认同。当时在哥本哈根理论物理研究所工作的乔治·伽莫夫在1931年出版的教科书《原子核的构造和放射性》（"Constitution of Atomic Nuclei and Radioactivity"）中没有提及中子假说。伊雷娜·约里奥-居里与弗雷德里克·约里奥-居里在1932年得到足以证明中子存在的测量数据时，却并不知道中子假说。

## 核内电子假说的疑难
在整个1920年代，主流物理学界人士都主張，原子核是由质子和“核内电子”所构成。:29–32基于这个尚未證實的假说，氮-14原子（14N）的原子核被认为由14个质子和7个电子构成，总体有7个单位的净电荷以及14个单位的质量。原子核与7个围绕原子核做轨道运动的“核外电子”构成完整的14N原子。不过这个假说存在明显的问题。
拉尔夫·克勒尼希在1926年指出，质子-电子假说不符合原子光谱中超精细结构的测量结果。这个结构源自于原子核对于核外电子的动力学作用。“核内电子”的磁矩会造成类似塞曼效应的超精细结构谱线分裂，但实验中并没有出现这种现象，就像核内电子的磁矩消失了一样。:199:299
1928年克勒尼希到訪烏特勒支大學時，獲悉關於N2+轉動光譜的一個令人驚訝的實驗結果。由烏特勒支大學物理實驗室主任倫納德·奧安斯坦的精確測量顯示，氮原子核的自旋等於1。然而，假若氮-14原子（14N）的原子核是由14个质子和7个电子构成，即總共21個自旋1/2粒子，則總原子核自旋應為半整數。克勒尼希因此建議，＂在原子核內的質子與電子所持有的屬性可能與在原子核外不同。＂:299-301
:117
佛朗哥·拉塞蒂在1929年利用拉曼光譜學技术对雙原子分子的轉動能级观测所獲得的结果与核內電子假說对核自旋的预测也不一致。拉塞蒂獲得的H2與N2分子光譜都顯示出明亮與黯淡交替變換的強度圖樣，然而這兩種光譜的變換圖樣次序相反。經過仔細分析這些實驗結果，德國物理學者瓦爾特·海特勒與格哈德·赫茨貝格推論，氫原子核遵守費米統計，而氮原子核遵守玻色統計。可是，尤金·維格納在一份那時尚未公開的研究報告裡表明，假若一個複合系統擁有奇數的自旋1/2粒子，則這系統必遵守費米統計，否則，這系統必遵守玻色統計。因此，海特勒與赫茨貝格總結，＂在原子核內部的電子…失去了決定原子核的統計屬性的能力。＂:117-118
奥斯卡·克莱因在1928年发现的克莱因佯谬进一步揭示了量子力学不允许核内电子存在。从狄拉克方程可以推導出，当高能量电子接近原子核势垒时，依靠著從正質量變換至負質量而獲得能量的機制，这个电子穿过原子核势垒的機率很大。很明顯地，任何势垒都無法困住核内电子。这个佯谬的意义在当时引起很大的争议。:199-200
科学界人士在1930年左右也普遍认识到原核內電子假說与海森堡测不准原理也不能调和。:199依据测不准原理的不等式Δx⋅Δp ≥ ½ħ，处于原子核这样小的空间中，电子的相對論性动能通常不小40 MeV。:299这能量比核子的结合能高很多。:89阿斯顿等人当时已经给出单个核子的结合能小于9 MeV的结果。:511
尽管这些问题并不能否定核内电子的存在，但物理学家也很难给出解释。伽莫夫在1931年出版的教科书中汇总了这些问题。此外还存在其他令人困惑的问题。β衰变电子连续分布的能谱展示了“核内电子”在这个过程中似乎并不遵守能量守恒。玻尔、伽莫夫与海森堡等人当时考虑量子力学可能不适用于原子核内的情形。:40由于量子力学当时在微观领域刚刚完成对经典力学的革新，因而量子力学也存在局限的看法在当时看来合情合理。这些问题在证实原子核内不存在电子之前让物理学界困惑不已。

## 中子的发现
瓦尔特·博特和赫伯特·贝克尔1930年在德国吉森发现一些轻元素，特别是铍（9
4Be
）、硼（11
5B
）和锂（7
3Li
），受到来自钋源的高能α射线辐照时会产生具有异常穿透力的辐射。其中铍产生的这种辐射最强。钋放射性强，能够产生高能α射线，当时广泛用于散射实验。:99–110带电的α射线会受到电场的影响。不过观测到的具有强穿透能力的辐射并不受电场影响，因而当时被推测可能是γ射线。这种辐射的穿透能力要比当时已知的γ射线更强，同时实验结果的一些细节也很难解释。

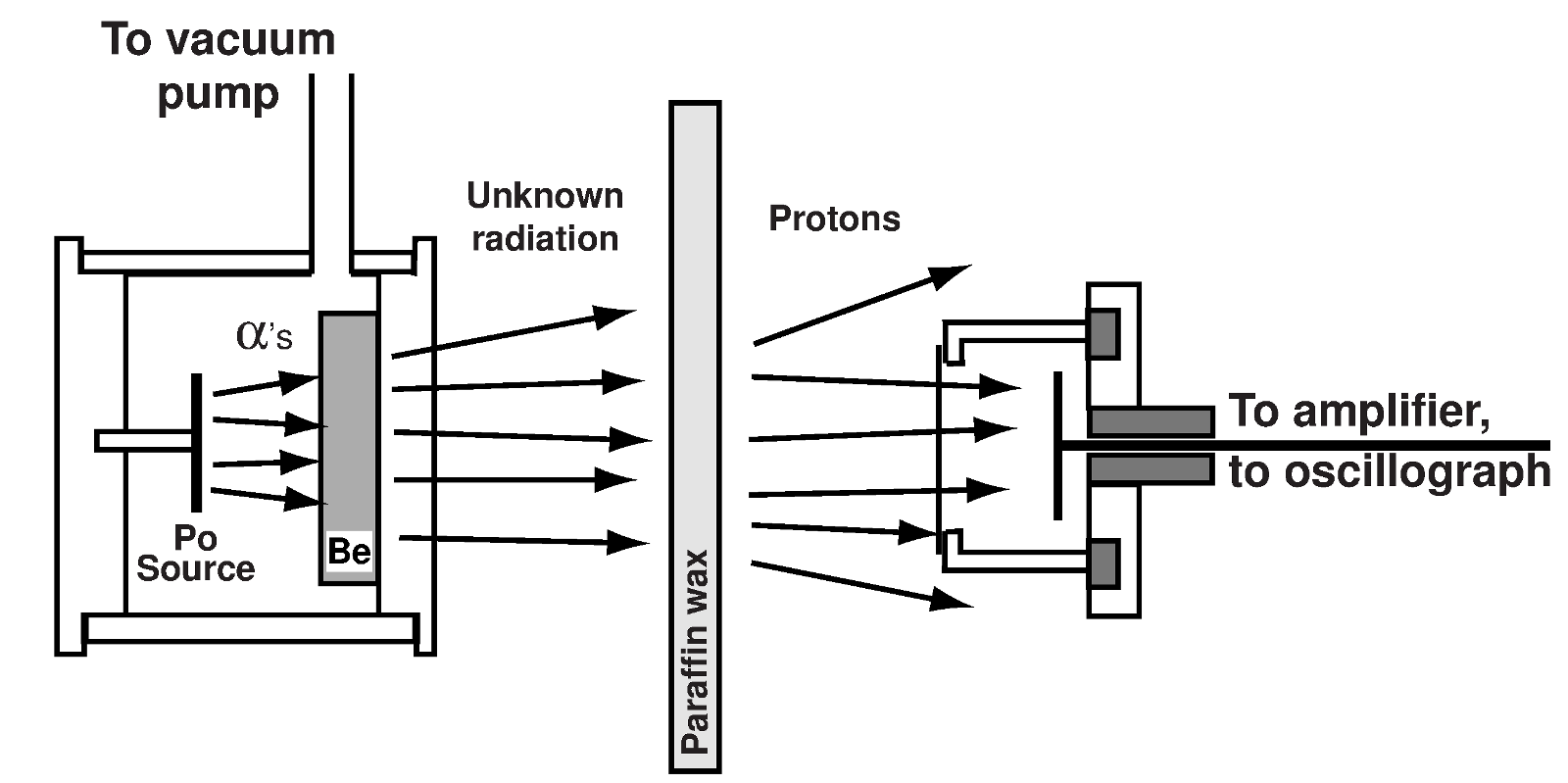
1932年用于探测中子的实验装置示意图。左侧的铍受到钋源产生的α粒子的辐照产生不带电的射线。受到这种射线辐照的石蜡会释出质子。右侧的电离室用于检测质子。本示意图依据查德威克1932年论文原图绘制。

两年后，伊雷娜·约里奥-居里与弗雷德里克·约里奥-居里在巴黎发现石蜡等富氢化合物受到这种未知射线辐照时会释放出能量非常高（5 MeV）的质子。这个观测结果从γ射线的角度不能得到解释。与质子发生康普顿散射的γ射线的能量会高得异常（50 MeV）。:§1.3.1当时在罗马的青年物理学家埃托雷·马约拉纳认为与质子发生作用的射线应该是种新的中性粒子。
在听说了巴黎的实验结果后，卡文迪许实验室的卢瑟福和查德威克都不认为那种射线会是γ射线。在诺曼·费瑟帮助下，查德威克立即开始实验，证明γ射线假说站不住脚。查德威克、J·E·R·康斯特布尔和欧内斯特·C·波拉德在一年前就已开始利用钋α粒子使轻元素发生蜕变。他们还提出了更为精准的方法来探测、计数和记录释放出的质子。查德威克重复了用铍产生的未知射线辐照石蜡的实验。石蜡中氢含量很高，作为靶子的质子在其中非常致密。由于中子与质子质量大致相等，质子会因中子发生很强的散射。查德威克测定了质子的分布范围，同时还观测了新辐射对几种气体的影响。他发现新辐射并不是由γ射线，而是由与质子质量差不多的中性粒子构成。这种粒子就是中子。查德威克因为这项发现获得1935年的诺贝尔物理学奖。
1932年也成为了卡文迪许实验室的核物理“奇迹年”。中子、科克罗夫特－沃尔顿粒子加速器中发生的人工核蜕变以及正电子都是在该年发现的。

## 原子核的质子-中子模型

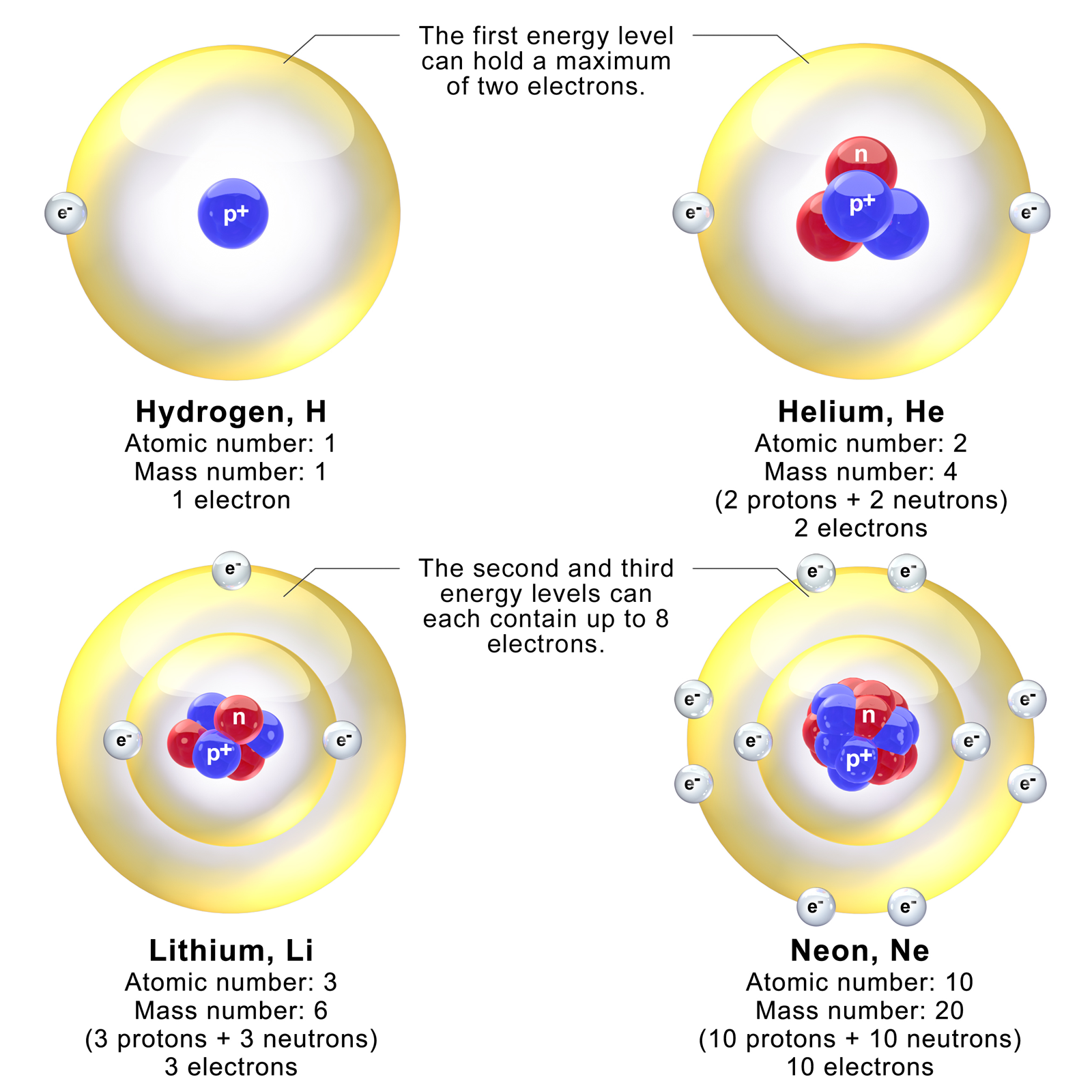
氢、氦、锂、氖原子的原子核及电子能级的模型图。现实中，原子核的直径不到原子直径的十万分之一。

由于“质子-电子模型”存在种种问题，原子核由质子和中子构成的猜想在中子性质尚不明确时即迅速得到科学界的认可。在中子发现的几个月后，维尔纳·海森堡与德米特里· 伊万年科提出了质子-中子模型的几种可能形式。海森堡在他具有里程碑意义的论文中利用量子力学描述了原子核中的质子和中子。尽管海森堡的质子-中子理论是通过量子理论理解原子核的重要一步，但其中还是用到了“核内电子”假说。海森堡假定中子是质子和电子构成的复合粒子。他并没有为这种粒子给出量子力学解释，也没有解释轻质电子束缚于核内的机制。海森堡首次从理论上引入了使核子结合在一起的核交换力。他认为质子和中子是处于不同的量子态的同种粒子。也就是说，不同的核子只是同位旋量子数不同。
质子-中子模型解释了氮分子存在的疑问。依据该模型，14N核中有3组成对的质子和中子。此外还有未配对的一个质子和一个中子。它们各自贡献一个同向的1⁄2 ħ组成1 ħ。这个模型与实际情况相符。其他核素间自旋的不同也在不久后通过中子得到解释。
不过质子-中子模型还是不能解释β辐射的来源。当时的理论并不能解释电子或正电子是如何从原子核中辐射出来的。恩里科·费米在1934年发表论文，描述了β衰变的过程。他认为这种衰变的本质是中子衰变为质子并放出一个电子和一个中微子（当时尚未发现）的过程，並以原子过程中光子的产生和湮灭作類比。伊万年科在1932年也提出过类似的方法。中子依据费米的理论应该是自旋為1⁄2的粒子。β衰變所釋放的β射線具有連續能譜，與能量守恆律似乎相互矛盾，這一難題在費米的理論下得以解決。这个理论还是首个展示粒子产生和湮灭的理论。它为描述粒子的弱相互作用和强相互作用提供了普适而基础的方法。尽管这篇论文经过了时间的考验，但其中的理论太过新颖，以致一开始接收它的《自然》杂志都因为其中推测因素太多而将其退稿。

## 中子的性质

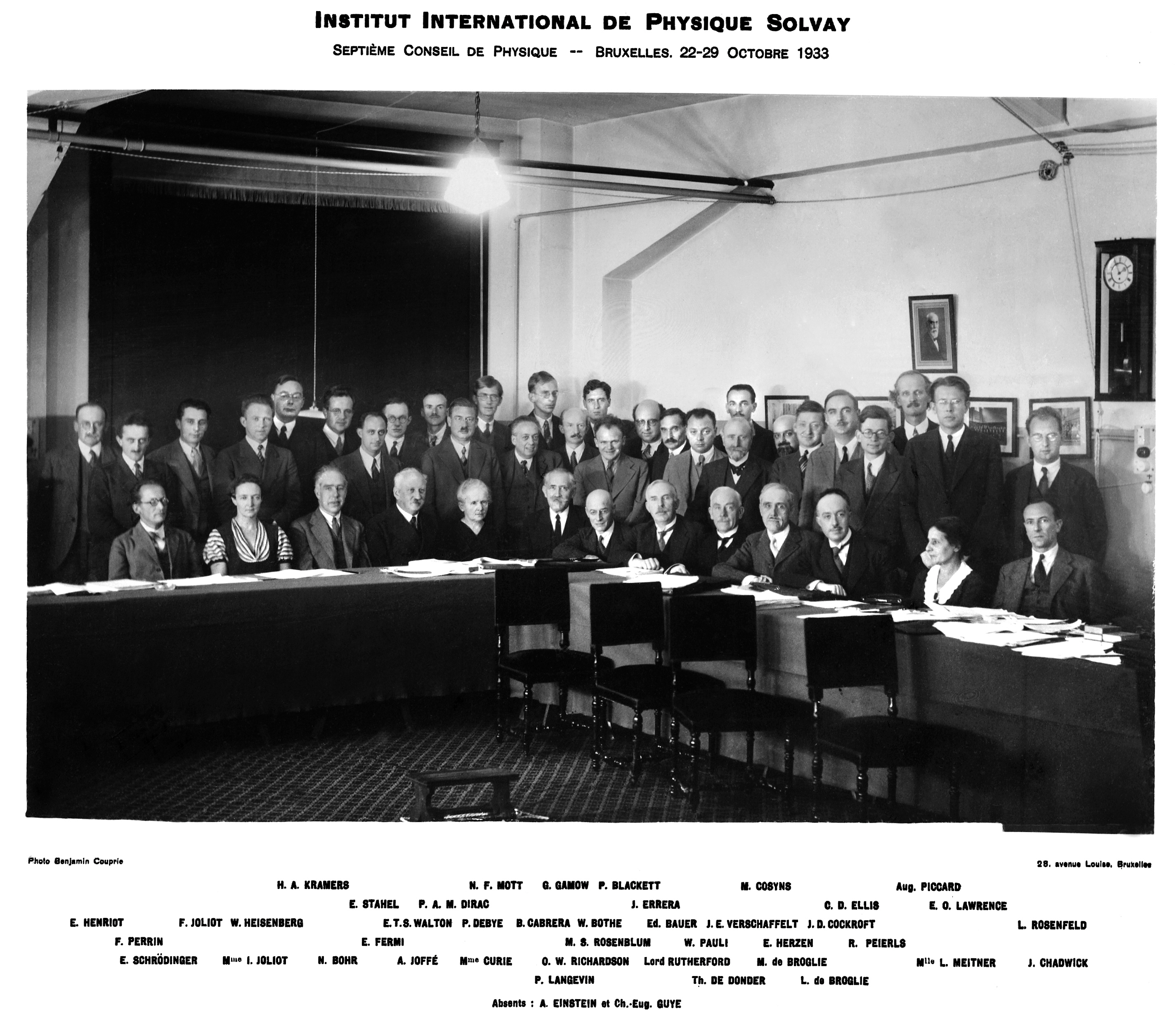
1933年第七次索尔维会议

一些科学家在中子发现后的几年里仍然认为中子是质子和电子组成的复合粒子。比如，哈里·马西曾试图构造一个能解释高穿透力和电中性的中子复合模型。这种看法是1920年代流行的“质子和电子是仅有的两种基本粒子”的观念的遗存。中子的性质是1933年第七次索尔维会议的中心议题。海森堡、尼尔斯·玻尔、莉泽·迈特纳、欧内斯特·劳伦斯、费米、查德威克等人出席了这次会议。查德威克在其贝克奖获奖演讲中提到这其中最重要的问题是确定中子质量和质子质量的关系。如果中子质量小于质子和电子的质量之和(1.0078 u)，那么中子就有可能是两种粒子的复合粒子，因为粒子在结合过程中会损失掉与结合能等价的质量。如果中子质量大于这个值，那么中子就与质子一样是基本粒子。这个问题在当时非常具有挑战性。因为电子的质量仅为质子质量的0.05%，实验的精度要求非常高。
從1932年到1934年间中子质量测量值分布范围之廣，可見测量的难度之大。中子质量目前的公认值为1.00866 u。查德威克在1932年报告中子发现的论文中估算中子质量在1.005 u到1.008 u之间。约里奥-居里夫妇利用α粒子轰击硼核的方法得到了一个较大值1.012 u。加州大学的欧内斯特·劳伦斯团队则利用他们新近发明的回旋加速器测得了一个较小值1.0006 u。
查德威克和他的博士生莫里斯·戈德哈贝尔在1935年对中子质量做了首次较为精准的测量。他们利用铊-208（208Tl，当时叫作“钍C"”）放出的能量为2.6 MeV的γ射线诱使氘核发生了光致蜕变：
| 2 1D + γ → 1 H + n |
由于质子和中子的质量相近，这个反应产生质子和中子的动能也会大致相等。反应产物中的质子动能是可以测定的（0.24 MeV），氘核的结合能也可就此确定（2.6 MeV - 2(0.24 MeV) = 2.1 MeV，用质量表示则为 0.0023 u）。中子质量就可通过下面这个等式确定：
| md + b.e. = mp + mn |
其中md,p,n分别是氘核、质子和中子的质量，“b.e.”为结合能。氘核和质子的质量是已知的，查德威克和戈德哈贝尔分别取为2.0142 u和1.0081 u。他们发现中子质量要比质子质量略大。基于氘核的取值不同，中子质量可能为1.0084 u或1.0090 u。中子质量太大，不大可能是质子和电子的复合体，只能是基本粒子。为了支持费米的理论，查德威克和戈德哈贝尔预测自由中子会发生β衰变，生成质子、电子和中微子。

## 1930年代的中子物理学
中子发现后不久，科学家意外发现中子磁矩非零的间接证据。中子磁矩的测定由奥托·斯特恩于1933年在汉堡的研究拉开序幕。他发现质子的磁矩异常地大。到了1934年，移师匹兹堡的斯特恩团队和纽约的伊西多·拉比团队都发现利用质子和氘核磁矩测定值推导出的中子磁矩为负，并且数值大过预期。罗伯特·巴彻（1933年在安娜堡）以及伊戈尔·塔姆和谢苗·阿尔特舒勒（1934年在苏联）也通过研究原子能谱的超精细结构测定了中子的磁矩。拉比团队在1930年代后期利用新近发明的核磁共振技术测量了中子磁矩的精确值。质子磁矩较大的数值以及中子具有负磁矩出乎了科学家的预料并引起了诸多问题。

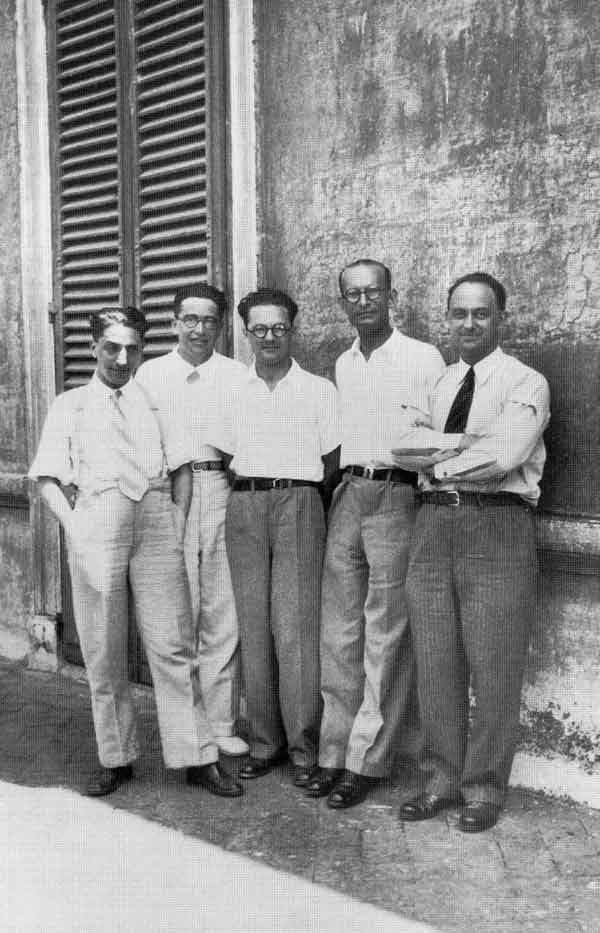
费米与他的学生（帕尼斯贝尔纳路的少年）1934年左右在罗马大学物理研究所（位于帕尼斯贝尔纳路）的合影。自左至右依次是：奥斯卡·达戈斯蒂诺、埃米利奥·塞格雷、爱德华多·阿马尔迪、佛朗哥·拉塞蒂以及费米。

中子在发现后迅速成为科学家探测原子核性质的新工具。之前的几十年里，散射实验中用的是α粒子。带两单位的正电荷α粒子需要克服库伦斥力，很难与原子核直接作用。中子不带电，因而在与原子核相互作用时不需要克服斥力。查德威克的门生诺曼·费瑟在发现中子后不久就用中子和氮做了散射实验。费瑟发现中子会诱导氮核蜕变为硼并释放出α粒子。这是首个利用中子诱导核蜕变的实验。
恩里科·费米在罗马用中子轰击了较重的元素时发现产物具有放射性。到了1934年，费米已经用中子诱导了22种元素产生放射性。这些元素中不少原子序数很大。他发现木质桌面上的实验效果要比大理石桌面的要好。费米推测木头中的质子可以放慢中子的速度，进而提高中子与原子核的碰撞几率。费米之后用石蜡慢化中子，发现受到轰击的元素的放射性提高了百余倍。慢中子与原子核的截面要比快中子大得多。费米于1938年因为“证明存在由中微子辐射诱导产生的新的放射性元素并发现由慢中子引发的核反应”获得诺贝尔物理学奖。

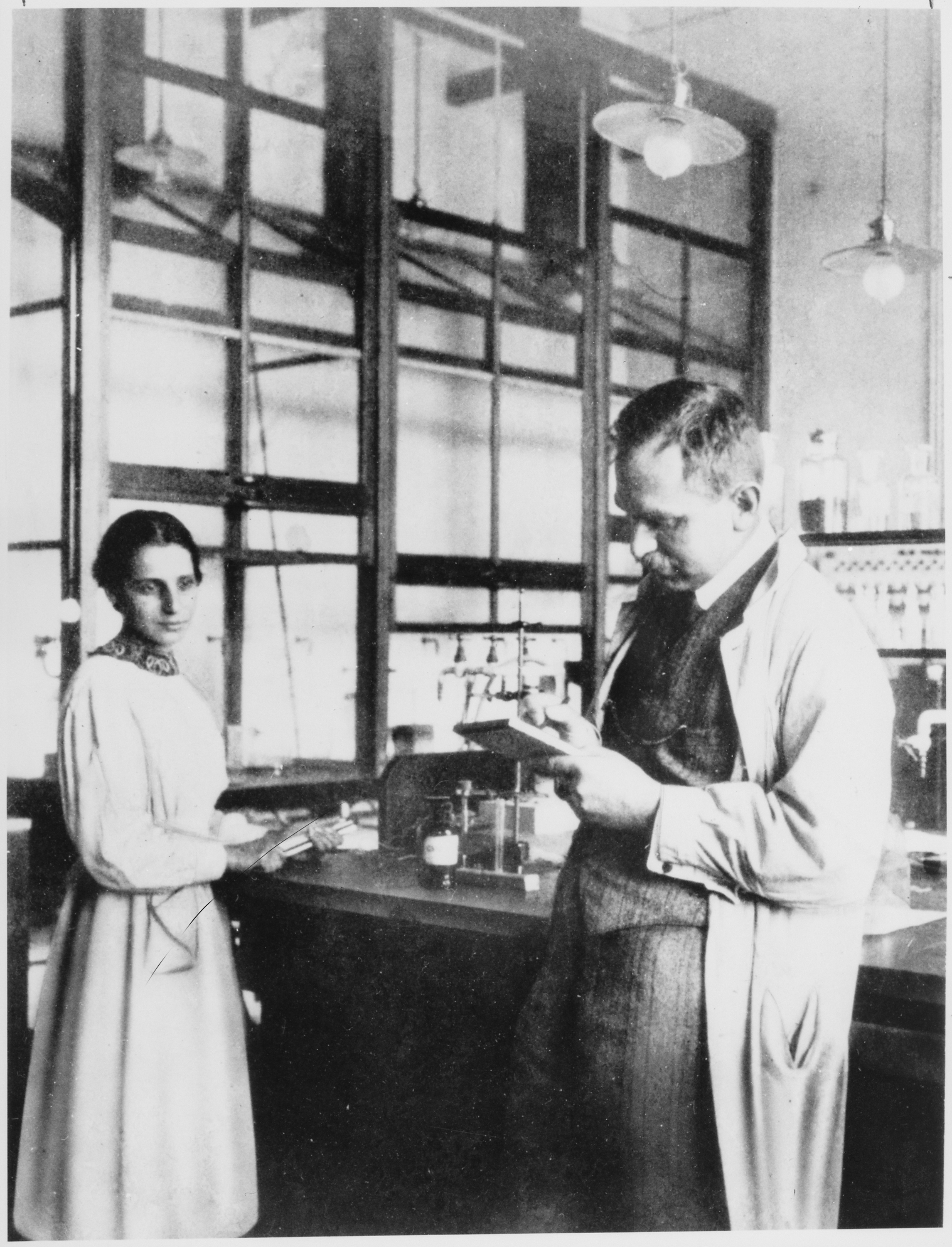
莉泽·迈特纳于奥托·哈恩1913年在实验室的合影。

铀-235吸收中子发生核裂变。重核分裂为较轻的核并释放出更多的中子。

莉泽·迈特纳、奥托·哈恩以及他们的助手弗里茨·施特拉斯曼在柏林进一步深化费米的实验。他们用中子轰击铀核。三人在1934年至1938年间通过这种实验发现了大量具有放射性的产物。他们认为这些产物是超铀元素。这些元素的原子序数比铀（92）的大，不会自然产生。迈特纳在1938年为逃避纳粹当局德奥合并后的反犹迫害，逃到了瑞典。1938年12月16日至17日使用“镭-钡-新钍分提”的实验产生了令人困惑的结果：他们原本认为会产生镭的三种同位素，产物性质却与钡一致。镭（原子序数88）与钡（原子序数56）是同族元素。哈恩在1939年1月提出实验产物不是原本认为的超铀元素，而是钡、镧、铈以及铂系元素。迈特纳和她的外甥奥托·弗里施之后不久将此类观测结果解释为铀发生“核裂变”的结果。这个术语由弗里施提出。哈恩和他的合作者发现铀会在吸收中子后变得不稳定，分裂为较轻的核。迈特纳和弗里施发现单个铀核裂变即可释放出200 MeV的能量。核裂变的发现让原子物理学界和公众非常激动。哈恩和施特拉斯曼在有关核裂变的第二篇论文中预测核裂变会释放出更多的中子。弗雷德里克·约里奥-居里团队在1939年3月证明这是链式反应的结果。哈恩于1945年因为发现重核裂变获得了1944年度的诺贝尔化学奖。

## 1939年后的研究

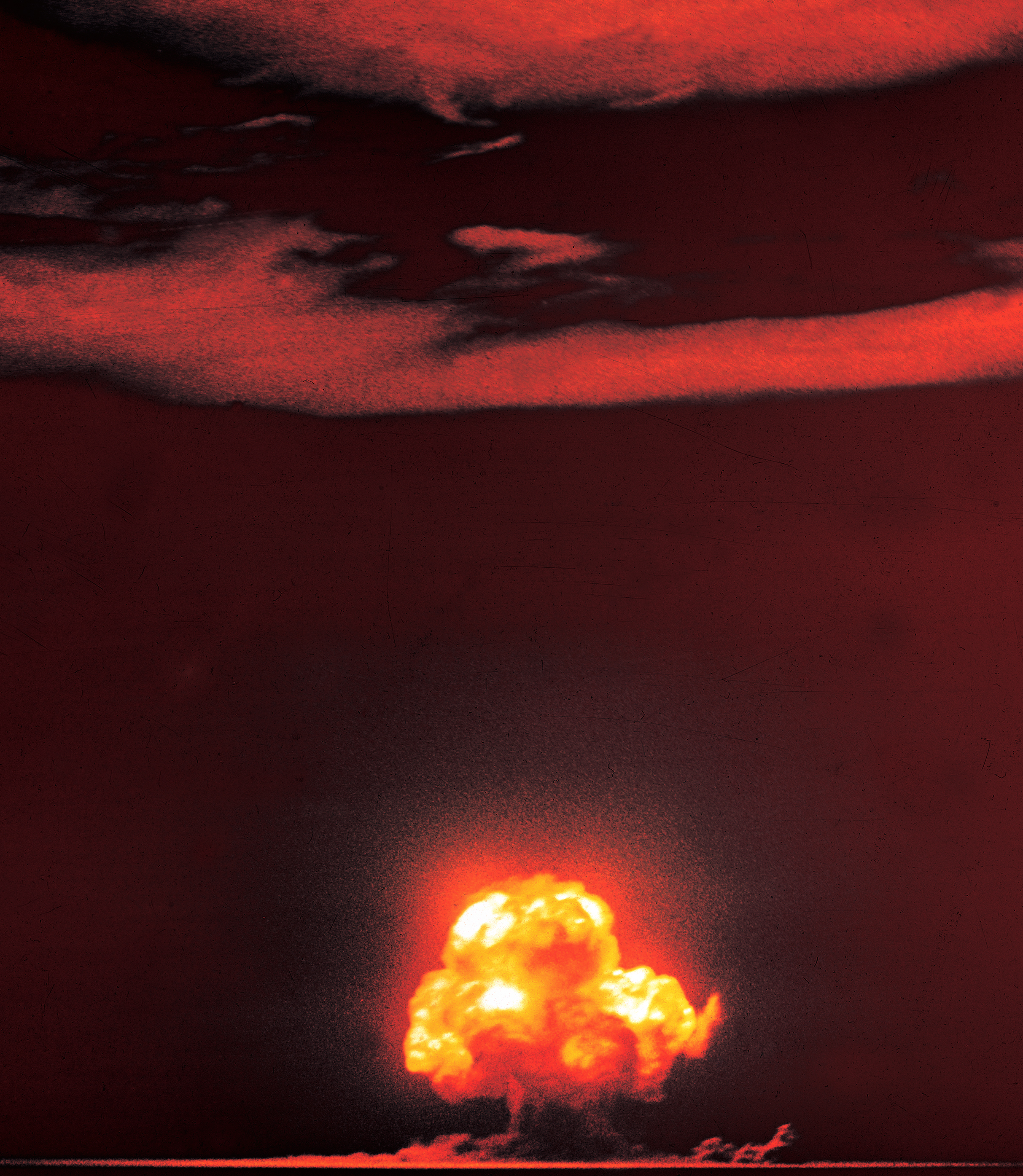
1945年进行的曼哈顿计划的三位一体核试验是史上首次核试验

1938年底核裂变的发现标志着核物理研究的中心由欧洲转移到美国。大量的科学家为躲避反犹迫害和即将到来的战争移居至美国。:407–410美国的一些大学，特别是纽约的哥伦比亚大学和费米任职的芝加哥大学成为了核研究的新中心。曼哈顿计划的新基地于1942年在新墨西哥州的洛斯阿拉莫斯建立。这个战时研究项目旨在利用铀和钋由中子引发的链式反应所释放出的大量能量制造核武器。
在1932年中子和正电子发现后，科学家又发现了一系列新粒子，其中包括1936年发现的μ子、1947年发现的π介子和K介子以及1950年发现的Λ粒子。1950年代至1960年，科學家發現了林林總總統稱為强子的粒子。默里·盖尔曼和乔治·茨威格在1964年提出了叫作“夸克模型”的强子分类方案。在这个模型中，质子和中子这样的粒子也并不是最基本的粒子，而是由性质各异且更为基本的“部分子”或“夸克”构成。夸克模型在1960年后期得到实验验证，并为中子反常的磁矩提供了解释。

## 延伸阅读
- Pais, A. . Oxford: Oxford University Press. 1986. ISBN 0198519974..
- Herwig, S. . North-Holland Pub. Co. 1966. OCLC 644015779.
- Sime, R. L. . Berkeley: University of California Press. 1996. ISBN 0520208609..
- Stuewer, R.H. . Shea, W.R.  (编). . Dordrecht, Holland: D. Riedel Publishing Company. 1983: 19–67. ISBN 90-277-1584-X.
- Tomonaga, S. . The University of Chicago Press. 1997. ISBN 9780226807942.